# 條紋擬白魚
條紋擬白魚（学名：Albulichthys taeniatus）为輻鰭魚綱鯉形目雅羅魚科的其中一種，分布於亞洲阿姆河、澤拉夫善河、錫爾河與楚河流域，體長可達9公分，棲息在中底層水域，屬肉食性，以昆蟲為食，可做為觀賞魚。